# Narkose (Film)
Narkose ist ein deutsches Stummfilmmelodram aus dem Jahre 1929 von und mit Alfred Abel nach Stefan Zweigs 1922 erschienener Novelle Brief einer Unbekannten. Renée Héribel und Jack Trevor spielen die Hauptrollen.

## Handlung
Eine Frau liegt in froher Erwartung in einer Geburtsklinik. Ein Arzt stülpt ihr eine Äthermaske über, da ein operativer Eingriff vonnöten ist. Während die Frau in der Narkose das Bewusstsein verliert, kommen im Unterbewusstsein Erinnerungen hoch. Die Frau lässt ihr bisheriges Leben Revue passieren.
Rückschau: Angélique Laumain schwärmte schon als junges Mädchen für den attraktiven Schriftsteller René Vernon, der wie sie im selben Mietshaus wohnt. Aus Schwärmerei wird eines Tages tief empfundene Liebe, von der René allerdings nichts weiß. Um den entscheidenden Schritt zu wagen, muss sie auf ihn zugehen, und so begibt sich Angélique vor seine Wohnungstür und klopft, doch niemand öffnet. Sie kauert sich zusammen und schläft dort ein. Als René später heimkehrt, nimmt er die schlaftrunkene junge Frau mit in sein Zimmer, und man verbringt eine gemeinsame Nacht miteinander. Während für die schwärmerische Angélique dies eigentlich der Beginn einer großen Romanze hätte werden sollen, war sie für René lediglich eine ganz nette Abwechslung, eine Affäre, an die er sich bald nicht mehr zu erinnern weiß. Jedenfalls erkennt er Angélique nicht mehr, als beide sich einige Zeit später wiederbegegnen, René natürlich mit einer neuen Frau am Arm. Angélique ist derweil schwanger von ihm und deswegen als Blumenhändlerin von ihrem Chef entlassen worden. Sie entscheidet sich dafür, René nichts von ihrem Mutterglück zu sagen. 
Jahre ziehen ins Land, und Angélique ist die Geliebte von Jean, einem vornehmen Herrn „in den besten Jahren“, geworden. Eines Tages sieht Angélique René auf der Straße wieder. Sie verfällt der Idee, ihm zu folgen, in der Hoffnung, die Situation von damals, als sie vor seiner Haustür stand und einschlief, erneut heraufbeschwören zu können. Er lädt sie sogar erneut in seine Wohnung ein … doch erinnern kann René sich nicht an sie. Tief enttäuscht und frustriert geht sie fort. Als ihr älterer Geliebter von diesem Ausflug in die Vergangenheit erfährt, trennt er sich von Angélique. Dem einen Schicksalsschlag folgen weitere: Angélique ist durch den Abgang ihres reichen Gönners mittellos, dann stirbt auch noch ihr Sohn. Schließlich findet sie eine Anstellung als Krankenschwester. Eines Tages muss sie einen Mann betreuen, der durch einen Schlaganfall gelähmt ist. Es ist René, nunmehr ein Schatten seiner selbst. Eines Abends diktiert der Schriftsteller ihr eine Novelle, die den Titel „Die Unbekannte“ trägt. Es ist eine Erinnerung an ein verpasstes Glück, eine verloren gegangene Liebe. Angélique erkennt, dass René damit jene erste schicksalshafte Begegnung mit ihr verarbeitet. Sie hat Tränen in den Augen, denn sein Versäumnis einer Liebe ist auch ihres, ihre Lebensgeschichte auch die Seine.

## Produktionsnotizen
Gedreht im Filmatelier von Berlin-Staaken, passierte Narkose die deutsche Zensur am 20. August 1929 und wurde am 9. September desselben Jahres in Berlin Capitol-Kino uraufgeführt. Die Länge des mit Jugendverbot belegten Sechsakters betrug 2426 Meter. In Wien feierte der Film Anfang Januar 1930 Premiere.
Die Aufnahmeleitung hatte Ernst Garden, die Filmbauten gestalteten Julius von Borsody und Willy Brummer. Die optischen Spezialeffekte besorgte Ernst Kunstmann.
Der Film erhielt das Prädikat „künstlerisch wertvoll“.

## Kritiken
Das Kino-Journal schrieb: „Ein Film, von dem eine eigenartige Wirkung ausgeht. Ein unwirklicher, phantastischer Hauch hüllt die derbe Realität des Geschehens mildernd ein, und hohe schauspielerische Leistungen Jack Trevors […] geben ihm die große, tragisch wirksame Note.“
Im Grazer Tagblatt war zu lesen: „Die psychologische Behandlung verbrämt und vertieft das Thema; Abels Regie betont das Traumhafte, das Unwirkliche. Die Augenblicke, da die junge Frau in die Nacht der Narkose sinkt, zählen zu dem besten, was deutsche Filmkunst aufzuweisen hat.“
Wiens Der Tag resümierte kurz: „Ein ungemein interessanter Film.“
Die Salzburger Chronik widmete der Geschichte einen längeren Artikel. Hier war zu lesen: „Der Stoff, der in guter Kombination zu straffer Wirkung zielt, entbehrt nicht einer Sentimentalität, die gerade in der Trägerin der Hauptrolle, die in ausdrucksvollem und feinem Spiel gegeben wird, sich doch bedeutend von dem heutigen Mädchentyp entfernt. Was Roman und Film zeigen wollen ist, daß es auch im Menschen, dessen Leben sich m Rampenlicht des Ruhmes abspielt, Saiten gibt, die nur von der Sehnsucht nach dem Reinen und Natürlichen angeschlagen werden können.“
In einer neueren Betrachtung heißt es auf stummfilm.at: „Und wie man Balázs' Buch ‚Der Geist des Films‘ als ein Aufarbeiten erreichter Möglichkeiten, als Installation der Maßstäbe interpretieren kann, so den Film Narkose als den Versuch, dieselben noch einmal praktisch zu demonstrieren. […] Es ist die mehr rührende als betreffende Geschichte von der immerwährenden, opfernden Liebe einer Frau zu einem Modeschriftsteller, der am Ende seines Lebens ihr selbst, ohne sie zu erkennen, ihr eigenes Schicksal als Novelle diktiert. In dieser Schlussphase, wenn die Frau erstmals zu sich, zum Protest findet, gewinnt der Film wirkliche Kraft, die ihm bei der Darstellung der Leidensgänge fehlt. Der Anspruch des Films […] sicherte ihm Erfolge nicht nur in der Fachwelt; Bewunderung fand besonders sein optischer Deutungswille, dem auch die französische Kritik hohe Anerkennung zollte.“